# انگیزه (حقوق)
بین انگیزه و انگیزش از نظر معنایی می‌توان تفاوت قائل شد و اصطلاح انگیزه را می‌توان برای اشاره به هدف یا غایت کنش یا سائق یا گرایش به انجام عملی بکار برد که آن هدف برانگیزانندهٔ آن است، یا هر دو با یکدیگر ارتباط دارند.